# Ornithogalum inclusum
Ornithogalum inclusum är en sparrisväxtart som beskrevs av Frances Margaret Leighton. Ornithogalum inclusum ingår i släktet stjärnlökar, och familjen sparrisväxter. Inga underarter finns listade i Catalogue of Life.